# Locomotive Breath
„Locomotive Breath“ je desátá skladba z alba Aqualung od britské skupiny Jethro Tull z roku 1971. Skladba vyšla i na B-straně singlu „Hymn 43“. Skladbu předělali například i W.A.S.P. nebo Styx.

## Původní sestava
- Ian Anderson - flétna, zpěv, basový buben, Hi-Hat, akustická kytara, elektrická kytara
- Martin Barre - elektrická kytara
- John Evan - piáno
- Jeffrey Hammond - baskytara
- Clive Bunker - bicí